# L'École de tous les talents

L’École de tous les talents (Ballet Shoes) est un téléfilm britannique de Sandra Goldbacher diffusé en 2007.

## Synopsis
Dans le Londres des années 1930, trois orphelines, Pauline, Petrova et Posy, sont recueillies par un explorateur excentrique et sa nièce. Malgré les difficultés et l'absence de leur protecteur, les trois jeunes filles tenteront de réaliser leurs rêves. Pauline se voit actrice, Petrova aviatrice et Posy ballerine.

## Fiche technique
- Titre original : Ballet Shoes
- Titre français : L’École de tous les talents
- Réalisation : Sandra Goldbacher
- Scénario : Heidi Thomas d'après le roman de Noel Streatfeild
- Production : British Broadcasting Corporation (BBC)
- Genre : Drame/ Famille
- Durée : 90 min.
- Pays : Angleterre
- Langue : Anglais
- Format : Couleur - 35 mm - 1,78:1 - son Dolby Digital
- Date de première diffusion :  Royaume-Uni : 26 décembre 2007 ;  France : 5 mai 2009

## Distribution
- Emma Watson (V.F. : Mélanie Dermont[1]) : Pauline Fossil
- Yasmin Paige : Petrova Fossil
- Lucy Boynton : Posy Fossil
- Victoria Wood : Nana
- Emilia Fox : Sylvia Brown
  - Skye Bennett : Sylvia jeune
- Richard Griffiths : Oncle Matthew
- Marc Warren : Mr. Simpson
- Lucy Cohu : Theo Dane
- Eileen Atkins : Madame Fidolia
- Gemma Jones : Dr. Jakes
- Harriet Walter : Dr. Smith
- Teresa Churcher (en) : Clara
- Heather Nicol : Winifred
- Mary Stockley : Miss Jay

Version française réalisée par Dubbing Brothers Belgique ; adaptation : Christian Niemiec et Ludovic Manchette ; direction artistique : Guylaine Gibert